# (38200) 1999 LR26
1999 LR26 (asteroide 38200) é um asteroide da cintura principal. Possui uma excentricidade de 0.11349710 e uma inclinação de 5.77998º.
Este asteroide foi descoberto no dia 9 de junho de 1999 por LINEAR em Socorro.